# Loungin'
Loungin' è un CD del rapper Guru (Eddie Piller) con Donald Byrd, pubblicato dalla Chrysalis Records nel 1993. 

## Tracce
Brani composti da Guru, tranne dove indicato
Edizione CD del 1993, pubblicato dalla Chrysalis Records (0946 3 23988 2 6)
1. Loungin' (Radio/Video Edit) – 2:51
2. Le bien, le mal – 3:21
3. Loungin' (Jazz not Jazz Mix) – 3:50
4. Loungin' (Album Instrumental) – 4:38

Edizione CD del 1993, pubblicato dalla Chrysalis Records (DPRO-04711)
1. Loungin' – 4:38
2. Transit Ride – 3:58
3. Trust Me – 4:27 (Guru, N'dea Davenport)

## Musicisti
CD - Chrysalis Records (0946 3 23988 2 6)
- Guru - voce
- Donald Byrd - tromba, pianoforte, co-produttore (brani: 1, 3 e 4)
- Black Jack - accompagnamento vocale (solo brano: 2)
- Mikey Mus Mus - accompagnamento vocale (solo brano: 2)
- DJ Jimmy Jay - scratches (solo brano: 2), co-produttore (solo brano: 2)
- MC Solaar - rap (solo brano: 2), co-produttore (solo brano: 2)[1]

CD - Chrysalis Records (DPRO-047 1 1)
- Guru - voce, produttore
- Donald Byrd - tromba, pianoforte (brano: Loungin')
- Donald Byrd - co-produttore (solo brano: Loungin')
- Branford Marsalis - sassofono alto, sassofono soprano (brano: Transit Ride)
- Branford Marsalis - co-produttore (solo brano: Transit Ride)
- N'Dea Davenport - voce solista (brano: Trust Me), drum programming (brano: Trust Me)
- N'Dea Davenport - co-produttore (solo nel brano: Trust Me)
- Zachary Breux - chitarra (brano: Transit Ride)
- DJ Jazzy Nice - scratches (brano: Transit Ride)[2]